# Лудовико Бреа
Лудовико (или Луи) Бреа (ок. 1450 – ок. 1523) е италиански художник от епохата на Ренесанса, работи главно в и близо до Генуа.
Бреа е роден в семейство на бъчвари в Ница и по-късно се премества в Лигурия. Рисува много олтари, които показват както ломбардско, така и фламандско влияние. Един от неговите ученици е Терамо Пиаджо.
Неговата най-ранна определена творба е Mercy between Saint Martino and Catherine of Alexandria, рисувана за манастира Cimiez, близо до Ница през 1475 г.; последните исторически търсения също предполагат, че той е нарисувал Madonna of the Confraternity of the Misericordia в Ница през 1465 г. Други забележителни творби на Бреа могат да бъдат намерени по цялото крайбрежие от Монако до Мантон, от Таджа до Империя и от Савона до Генуа, където работи от 1483 г.
В Лигурия братята му Петър и Антонио Бреа също работят като художници, както и синът на Антонио, Франсиско Бреа (за когото са известни само подробности за периода от 1512 до 1555 г.).

## Творби
- Благочестие (1475), манастир Cimiez;
- Разпятие (1481), Палацо Бланко, Генуа;
- Възнесение Господне (1483), Галерия Дурацо Джустиниани;
- Мадона от Мизерикордия (Мадона на милостта) (1483–84);
- Кръщението Христово (1495 г.), в Доминиканската църква и манастир, Таджа;
- Благочестие, катедралата на Монако
- Олтар на катедралата Савона (1490), в сътрудничество с Винченцо Фопа
- Мадоната с младенеца на трон, ( 1494 ), Констмузеум, Гьотеборг
- Свети Яков Велики, (ок. 1502 г.), църква на Свети Яков Велики, Бар сюр Лу
- Олтар на Вси светии (1512), Санта Мария ди Кастело, Генуа
- Дева Мария на Розариума, (1515), катедралата на Антиб, Антиб
- Богородица (1520-1523), църква Свети Петър, Си Фур ле Плаж